# Drosera yutajensis
Drosera yutajensis es una rara especie de planta carnívora del género Drosera. Es endémica del Valle del Río Coro-Coro en Venezuela y crece en afloramientos húmedos y arenosos cerca de fuentes de aguam en elevaciones de 600-1800 m. Esta especie fue recolectada por primera vez en 1987, pero no se la describió formalmente hasta que Rodrigo Duno de Stefano y Alastair Culham la publicaron en 1995 en un volumen de Novon. Drosera yutajensis está emparentada con Drosera villosa y Drosera arenicola.